# Герцфельд, Соломон Абрамович
Соломон Абрамович Герцфельд (15 [27] ноября 1881, Одесса, Херсонская губерния, Российская империя — 5 [18] февраля 1918, ст. Мельниково (ныне Канибадам), Кокандская автономия) — российский общественный деятель, политик, журналист, адвокат, сионист, председатель Среднеазиатского районного сионистского комитета. Министр финансов Кокандской автономии.

## Биография
Родился 15 ноября (по старому стилю) 1881 года в Одессе в семье маякского мещанина, учителя начальной ступени еврейской школы Абрама Моисеевича Герцфельда (1829—1908); мать Гитель Моисеевна Герцфельд (1840—1910). Семья жила в бедности, в детстве не получил систематического образования. С 15 лет начал печататься в одесских газетах. В 1902 году поступил вольнослушателем на юридический факультет Бернского университета. Вернувшись в Россию, сдал экзамен на звание вольноопределяющегося в Одесском юнкерском училище и поступил на военную службу в 6-й Туркестанский батальон в Самарканде.
В 1904 году основал газету «Самарканд». Печатался в ней под псевдонимами Альрои, Молодой Театрал, С. Г-д. В июле 1906 выпуск газеты запрещён, против главного редактора Герцфельда начато следствие, он взят под стражу. В начале 1907 года дело прекращено за отсутствием состава преступления.
Принят в одесский Императорский Новороссийский университет на 2-й курс юридического факультета для продолжения обучения. В сентябре 1908 года избран в Одесский сионистский комитет. С 15 декабря 1908 года начала выходить газета «Одесское слово», основанная и редактируемая при участии С. Герцфельда. В мае 1913 заканчивает университет, и возвращается в Самарканд. Имеет обширную адвокатскую практику, не будучи членом коллегии адвокатов. Принят в коллегию помощником присяжного поверенного только 7 мая 1917 года.
Вновь избран главой Районного Сионистского Комитета, затем — председателем еврейского Комитета по выборам в Городскую Думу Самарканда. Краевой Мусульманский Совет планировал выставить кандидатуру Соломона Герцфельда во Всероссийское учредительное собрание от Самаркандской области.
Выступал 26-29 ноября 1917 года в Коканде на IV Чрезвычайном Всетуркестанском съезде, где Туркестан объявлен автономией Федеративной демократической Российской республики, против предложения атамана Дутова об объединении области казачьих войск, казахские, киргизские, калмыцкие, башкирские земли к югу и востоку от Оренбурга, а также земли кавказских горцев и азербайджанских татар: «Утром выступал в защиту мусульман против некоторых зубров. Говорил о федеративной республике, национальном самоопределении т. п. Имел грандиозный успех».
Гласный Самаркандской городской думы. В ноябре 1917 — январе 1918 член Туркестанского временного народного совета («Кокандской автономии»). Министр финансов, в чьи обязанности входил и сбор пожертвований для организации государственного управления. После разгрома «Кокандской автономии» 5-6 февраля 1918 года арестован и через неделю казнен красногвардейцами. Похоронен на станции Мельниково (ныне станция Канибадам) Среднеазиатской железной дороги. 16 апреля 1918 года произведена эксгумация, после чего тело перезахоронено на Самаркандском еврейском кладбище.

## Семья
- Первая жена (2 марта 1901 — 25 августа 1903)[8] — Мейта Мойшевна Гринберг (1879—?), корелическая мещанка[9].
- Вторая жена (с 1904 года) — Эсфирь Исааковна Капелюш.
  - Дочь — Сарона (1905—1924), замужем за Юрием Вульфовичем.
  - Сын — имя ? (6 августа 1906 — май 1907)
- Третья жена (с 25 ноября 1907) — Рахиль Симоновна Капуткин (1897—1972).
  - Дочь — Дебора (Дора) (17 апреля 1908—1995, Москва), замужем за Анатолием Мякотиным.
  - Дочь — Мириам (17 апреля 1908—1931), умерла от астмы.
  - Сын — Соломон (1 сентября 1918 — октябрь-ноябрь 1941), пропал без вести на фронте[10].
- Старшая сестра Зисель (Зинаида, 7 ноября 1875 — ?)[11].
- Старший брат Марк.

## Киновоплощения
- Рубен Андриасян - Мустафа Шокай (2008 год).